# Айдзу
А́йдзу (яп. 【会津】, あいづ) — місцевість у Японії, на заході префектури Фукушіма. Один із 3 регіонів, складових префектури. Південна частина колишньої провінції Муцу. Центр западини Айдзу, розташованої між горами Ечіґо на заході й горами Оу на сході. Площа — понад 5,4 тисяч км²; населення — близько 278 тисяч (2014). Густота населення — 51 особа на км². Головний населений пункт — місто Айдзу-Вакамацу, розташоване на сході місцевості.

## Історія
У XIII—XVI століттях контролювалося самурайськими родами Ашіна й Дате. У XVII столітті на теренах місцевості було створено уділ Айдзу, яким до 1868 року керував дім Мацудайра.
1720 року в Мінаміямі, що контролювалася шьоґунатом Токуґава відбувся селянський виступ, так звана «смута в Айдзу».

## Похідні назви
- Айдзу-Банґе
- Айдзу-Вакамацу
- Айдзу-Місато
- Мінамі-Айдзу (Фукусіма)
- Нісі-Айдзу
- Повіт Мінамі-Айдзу